# Pomphale striptipennis
Pomphale striptipennis är en stekelart som beskrevs av Husain, Rauf och Kudeshia 1983. Pomphale striptipennis ingår i släktet Pomphale och familjen finglanssteklar.
Artens utbredningsområde är Pakistan. Inga underarter finns listade i Catalogue of Life.